# Університет Індіани
Університет Індіани — громадський університет США, до складу якого входять 9 кампусів, розташованих у штаті Індіана.
У цілому тут навчаються більше 100 тис. студентів, з яких 42 тис. на кампусі в Блумінгтоні і близько 37 тис. в Індіанаполісі.
Школа бізнесу Kelley School of Business в університеті входить до 50 найкращих бізнес-шкіл світу (2014 рік)
Серед викладачів Indiana University є Нобелевські лауреати, володарі премії «Оскар», «Греммі», «Еммі», а також Олімпійські чемпіони.

## Історія закладу
У 1895 році Марцеллус Ніл (англ. Marcellus Neal) став першим афроамериканцем, який закінчив Університет Індіани і здобув ступінь бакалавра математики. Один із кампусів університету названий його ім'ям.